# Катурама
Катурама (порт. Caturama)  —  муниципалитет в Бразилии, входит в штат Баия. Составная часть мезорегиона Юго-центральная часть штата Баия. Входит в экономико-статистический микрорегион Бокира. Население составляет 8487 человек на 2006 год. Занимает площадь 646,080 км². Плотность населения — 13,1 чел./км².

## Статистика
- Валовой внутренний продукт на 2003 год составляет 13 115 751,00 реалов (данные: Бразильский институт географии и статистики).
- Валовой внутренний продукт на душу населения на 2003 год составляет 1494,33 реала (данные: Бразильский институт географии и статистики).
- Индекс развития человеческого потенциала на 2000 год составляет 0,605 (данные: Программа развития ООН).